# هانز جورج جادامير
هانز جورج جادامير (بالألمانية: Hans-Georg Gadamer)‏ (بالإنجليزية: Hans-Georg Gadamer) فيلسوف ألماني، ولد في ماربورغ، 11 فبراير 1900. اشتهر بعمله الشهير الحقيقة والمنهج، وأيضاً بتجديده في نظرية تفسيرية (الهرمنيوطيقا). وقد توفي في هايدلبرغ، 13 مارس 2002.

## حياته
وُلد هانز جورج جادامير في مدينة ماربورغ بألمانيا، كان والده أستاذًا للكيمياء الدوائية ورئيسًا للجامعة هناك لاحقًا. ورغم توصيات والده بدراسة العلوم الطبيعية، اختار جادامير التوجه نحو العلوم الإنسانية. بدأ دراسته في فروتسواف تحت إشراف هونجسولاد، لكنه سرعان ما عاد إلى ماربورغ، حيث تتلمذ على يد الفلاسفة الكانطيين الجدد بول نتروب ونيكولاي هارتمان. حصل على درجة الدكتوراه عام 1922 عن أطروحته حول جوهر المتعة في حوارات أفلاطون.
بعد فترة قصيرة، زار جادامير فرايبورغ ودرس تحت إشراف مارتن هايدغر، الذي كان آنذاك مجرد مدرس مساعد ولم يصل بعد إلى درجة الأستاذية. تأثر جادامير بعمق بفكر هايدغر، الذي كان له دور كبير في انضمامه إلى مجموعة من الطلاب الذين أصبحوا لاحقًا رموزًا فكرية بارزة مثل ليو شتراوس وكارل لوث وحنة آرندت. تطورت علاقة صداقة وثيقة بين هايدغر وجادامير، مما دفع الأخير إلى الانتقال إلى ماربورغ للعمل تحت إشرافه عندما شغل هايدغر منصبًا أكاديميًا هناك. كان تأثير هايدغر على جادامير واضحًا ومميزًا، وأسهم بشكل كبير في انفصاله عن تيارات الكانطيين الجدد التي سيطرت على الفكر الفلسفي في تلك الفترة.
حصل جادامير على شهادة التأهيل للأستاذية عام 1929، وبدأ التدريس في ماربورغ خلال أوائل الثلاثينيات من القرن العشرين. وخلافًا لهايدغر، رفض جادامير بشدة الفكر النازي، حيث أعلن معارضته العلنية للنازية ولم ينضم إلى أي حزب سياسي خلال سنوات الحكم النازي. وبعد الحرب العالمية الثانية، نظرًا لكونه شخصية غير ملوثة بالنظام النازي، شغل منصب رئيس جامعة لايبزيغ عام 1946.
عارض جادامير الشيوعية كذلك، ومع تأسيس جمهورية ألمانيا الديمقراطية، قرر الانتقال إلى جمهورية ألمانيا الاتحادية. شغل منصبًا أكاديميًا في فرانكفورت أم ماين، ثم خلف كارل ياسبرس في جامعة هايدلبرغ عام 1949، حيث استمر في منصبه حتى وفاته عام 2002.
خلال مسيرته، أنجز جادامير عمله الأشهر الحقيقة والمنهج، الذي نُشر عام 1960 وأضيف له جزء ثانٍ عام 1986. دخل في مناظرة شهيرة مع يورغن هابرماس حول إمكانية تجاوز التاريخية والثقافية لفهم الواقع الاجتماعي، ورغم اختلافهما، نشأت بينهما علاقة صداقة قوية. دعم جادامير هابرماس في شغل منصب أكاديمي في جامعة هايدلبرغ، مما ساعده في دخول الوسط الأكاديمي.
أما محاولاته للتعاون مع جاك دريدا فلم تكن ناجحة، إذ لم يتمكن المفكران من إيجاد أرضية مشتركة للنقاش. لاحقًا، اعتبر دريدا هذا الفشل أكبر خسارة فكرية في حياته، وأبدى في نعيه لجادامير إعجابه واحترامه العميق له.

## العمل
أسس هانز جورج جادامير مدرسة التأويل الفلسفية، والتي تُعنى بفهم النصوص والظواهر الإنسانية. وركز جادامير على ضرورة أن يتجنب التفسير العشوائية والقيود الناتجة عن العادات العقلية، مشددًا على أهمية التركيز على النصوص ذاتها وعلى الموضوعات التي تتناولها. وأكد أن عملية الفهم تبدأ دائمًا من خلال مشروع أو فكرة مبدئية يمتلكها القارئ حول النص. ومع التعمق في القراءة، يتم تعديل هذه الفكرة أو إعادة صياغتها، مما يؤدي إما إلى تأكيد الافتراضات أو تغييرها.
أوضح جادامير أن هذه العملية لا تنتهي أبدًا، ما يعني أنه لا يمكن الوصول إلى تفسير قاطع أو نهائي لأي نص أو موضوع. واعتبر أن الفهم البشري عملية ديناميكية مستمرة، تتأثر بالسياق التاريخي والثقافي، وتُعيد تشكيل نفسها باستمرار مع التفاعل مع النصوص.
يمثل كتابه الأشهر الحقيقة والمنهج الإطار الأساسي لمشروعه الفلسفي، حيث تناول فيه العلاقة الوثيقة بين الحقيقة والمنهج. بالنسبة لجادامير، لا يمكن فصل الحقيقة عن المنهج، إذ يشكلان معًا أساس الفهم البشري. كان ناقدًا كبيرًا للمناهج التي كانت تُستخدم في العلوم الإنسانية، سواء الحديثة أو التقليدية.
انتقد المناهج الحديثة التي حاولت تطبيق المنهج العلمي الصارم على العلوم الإنسانية، معتبرًا أن هذه المحاولات تقلل من خصوصية الفهم الإنساني وتختزله في أدوات مادية. كما انتقد النهج التقليدي للإنسانيات، خصوصًا أفكار فلهلم دلتاي، الذي ركز على ضرورة الكشف عن المقصد الأصلي للمؤلف لفهم النصوص. بالنسبة لجادامير، الفهم لا يقتصر على استرجاع نوايا المؤلف، بل هو عملية حوار مستمر بين النص والقارئ تتجاوز الحدود الزمنية والثقافية.
كان مشروع جادامير في التأويل الفلسفي يهدف إلى إبراز طبيعة الفهم البشري كعملية منهجية متأصلة في الوجود الإنساني، حيث يتفاعل القارئ مع النصوص باستمرار في إطار تاريخي وثقافي متغير، ما يجعل الفهم عملية غنية ومعقدة، ولكنها مفتوحة بلا حدود.

## وصلات خارجية
- هانز جورج جادامير على موقع IMDb (الإنجليزية)
- هانز جورج جادامير على موقع الموسوعة البريطانية (الإنجليزية)
- هانز جورج جادامير على موقع مونزينجر (الألمانية)
- هانز جورج جادامير على موقع ميوزك برينز (الإنجليزية)
- هانز جورج جادامير على موقع إن إن دي بي (الإنجليزية)
- هانز جورج جادامير على موقع ديسكوغز (الإنجليزية)
- هانس جورج غادامير: الإنسان واللغة / ترجمة: عبد العلي اليزمي